# Cambridge
Cambridge (pronuncia [ˈkeɪmbrɪʤ]) è una città del Regno Unito di 152 725 abitanti. Si trova nella parte orientale dell'Inghilterra a circa 100 km a nord-est di Londra, capoluogo della contea del Cambridgeshire ed è bagnata dal fiume Cam, sul quale si svolgono gare di canottaggio. È sede di un'università tra le più antiche al mondo e del Fitzwilliam Museum. 
L'Università di Cambridge è stata fondata nel 1209. Tra gli edifici dell'università vi sono la King's College Chapel, il Cavendish Laboratory e la Cambridge University Library, una delle più grandi biblioteche di deposito legale al mondo. Lo skyline della città è dominato da numerosi edifici universitari, insieme alla guglia della Chiesa di Nostra Signora e dei Martiri inglesi e al camino dell'ospedale di Addenbrooke. La Anglia Ruskin University, che si è evoluta dalla Cambridge School of Art e dal Cambridgeshire College of Arts and Technology, ha anche il suo campus principale in città.
Cambridge è il centro dell'alta tecnologia Silicon Fen con industrie di software e bioscienze e molte start-up nate dall'università. Oltre il 40% della forza lavoro ha un titolo di studio superiore, più del doppio della media nazionale. Il Cambridge Biomedical Campus, uno dei più grandi centri di ricerca biomedica al mondo, ospiterà presto i locali di AstraZeneca, un hotel e il trasferito Papworth Hospital. 
I festival musicali e artistici Strawberry Fair e Midsummer Fair si svolgono nel Midsummer Common, mentre l'annuale Cambridge Beer Festival si svolge al Jesus Green. La città è adiacente alle strade M11 e A14. La stazione di Cambridge è a meno di un'ora dalla stazione ferroviaria di King's Cross a Londra. Cambridge dispone di un aeroporto, l'aeroporto di Cambridge City, tuttavia a partire dal 2016 non dispone più dei voli di linea ed è attualmente utilizzato per i voli dell'aviazione generale. 

## Storia della città

### Periodo pre-romano
Insediamenti sono esistiti nell'area di Cambridge sin dalla preistoria, prima della conquista romana. La più antica evidenza di occupazione risale all'Età del Bronzo, sono i resti di una cascina di 3 500 anni fa scoperta nel sito del Fitzwilliam College, mentre una collezione di armi da caccia, è della tarda età. Durante l'Età del ferro a cominciare dal 1000 a.C. vi è ulteriore evidenza archeologica di frequentazione di una tribù belga insediata definitivamente nel I secolo a.C. nell'area di Castle Hill, a seguito delle migrazioni di questi popoli dal continente all'isola.

### Era romana
Il primo importante sviluppo dell'area cominciò con l'invasione romana della Gran Bretagna intorno al 40 d.C. Sulla collina di Castle Hill nel 70 d.C. sorse un castrum: Duroliponte da cui difendere il fiume Cam, esso era anche il punto dove il fiume era attraversato dalla Via Devana che collegava Colchester nell'Essex con le guarnigioni a Lincoln e il nord dell'Inghilterra, e la Akeman Street. Il forte era delimitato su due lati dalle linee formate dall'attuale Mount Pleasant, proseguendo attraverso Huntingdon Road fino a Clare Street, il lato orientale seguiva Magrath Avenue, il lato meridionale che correva vicino a Chesterton Lane e Kettle's Yard prima di girare a nord-ovest a Honey Hill. Nel 120 d.C. circa attorno al forte si sviluppò un insediamento con varie cascine ritrovate in giro per la città e un secondo villaggio ritrovato a Newnham. L'insediamento rimase un centro regionale per circa 350 anni dopo l'occupazione romana, fino circa all'anno 400. Strade e muri di cinta romani sono ancora visibili nella zona.

### Medioevo
In seguito al ritiro romano dalla Gran Bretagna intorno al 410, la posizione fu abbandonata dai britanni, sebbene il sito sia solitamente identificato come Cair Grauth elencato tra le 28 città della Gran Bretagna dalla Historia Brittonum. Gli anglosassoni invasori iniziarono a occupare l'area entro la fine del secolo. Il loro insediamento, a e intorno a Castle Hill, divenne noto come Grantebrycge ("Granta-bridge") ovvero ponte sul Granta (vecchio nome del Cam), come riportato dalla Cronaca anglosassone. Con l'evoluzione dell'inglese, il nome dell'insediamento era cambiato in "Cambridge", e i tratti inferiori della Granta cambiarono il loro nome in modo che corrispondessero. Nel VII secolo la città era poco significativa e descritta da Beda il Venerabile come una "piccola città in rovina", contenente il luogo di sepoltura della santa Eteldreda di Ely. Cambridge era al confine tra il regno dell'Anglia orientale e quello centrale e l'insediamento si espanse lentamente su entrambi i lati del fiume dove sono stati rinvenuti ornamenti tombali. Durante il dominio Anglo-Sassone, Cambridge fu favorita da buone relazioni commerciali attraverso le paludi difficilmente attraversabili dei fens. Alla fine del VII secolo, comunque, visitatori dalla vicina Ely riportarono che Cambridge era decisamente in declino. 

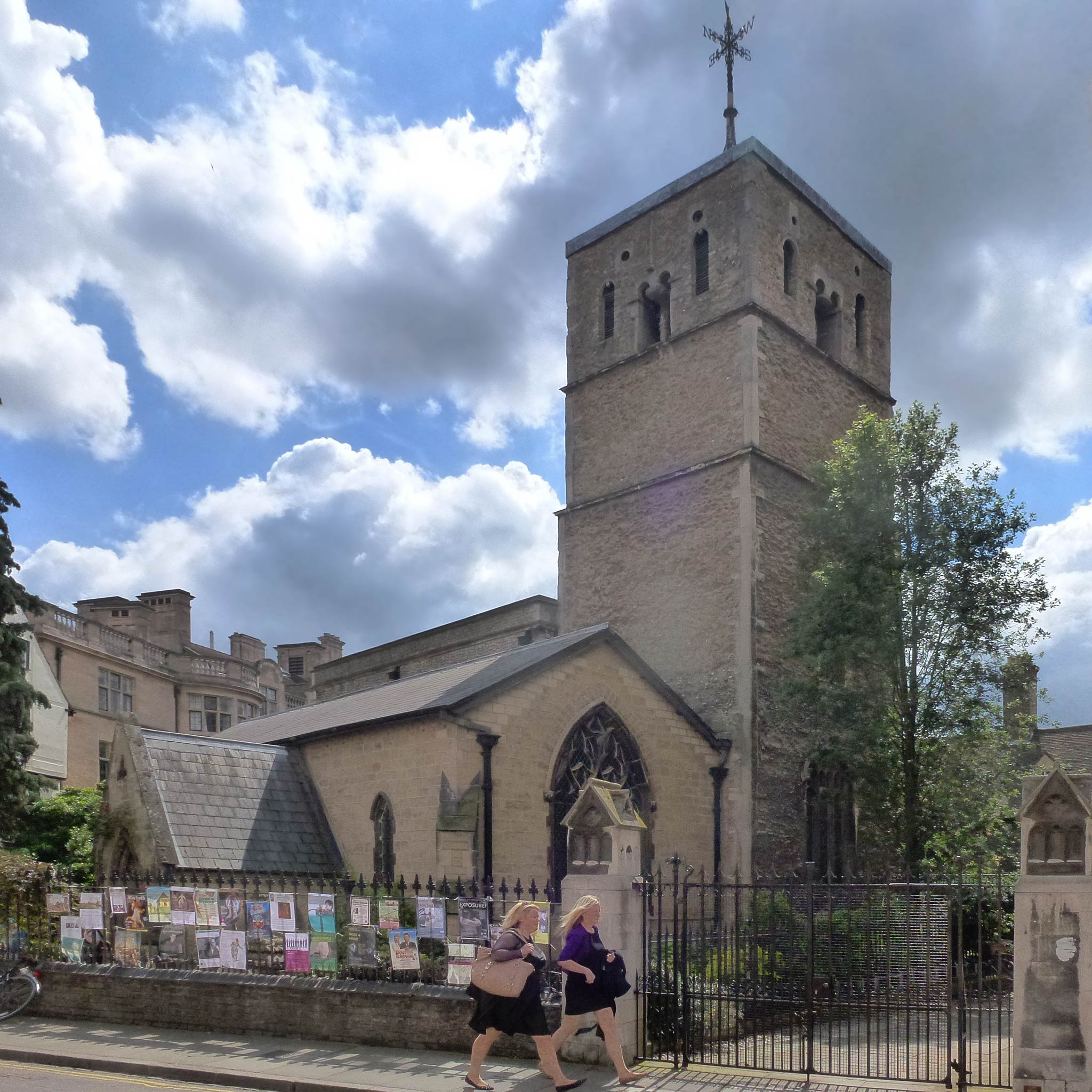
St Benet's Church, il più antico edificio di Cambridge.

 Le Cronache anglosassoni riportano l'arrivo dei Vichinghi a Cambridge nell'875. La dominazione vichinga, la cosiddetta Danelaw, fu imposta dall'878. Le forti abitudini commerciali dei Vichinghi fecero crescere rapidamente Cambridge. Durante questo periodo, il centro cittadino si spostò dal Castle Hill sulla riva sinistra del fiume, nell'area oggi chiamata Quayside sulla sponda destra. Dopo la fine della dominazione vichinga, i Sassoni tornarono brevemente al potere, costruendo pontili, case mercantili e una zecca, che produceva monete con il nome della città abbreviato in "Grant", e la chiesa di St. Benet nel 1025, tuttora esistente.
Nel 1068, due anni dopo la sua Conquista normanna dell'Inghilterra, Guglielmo di Normandia costruì un castello su Castle Hill. Come il resto del regno appena conquistato, Cambridge cadde sotto il controllo del re e dei suoi sottoposti. Durante la dominazione normanna il nome della città diventò Cantebrigge, mentre il fiume che la attraversa era chiamato ancora Granta. L'università usa l'aggettivo pseudolatino cantabrigiensis (spesso abbreviato "Cantab"), ma è una derivazione dal nome inglese.
La prima carta della città fu concessa da Enrico I tra il 1120 e il 1131, essa dava a Cambridge il monopolio del traffico per via navigabile, colpì i pedaggi e riconobbe il tribunale distrettuale. La caratteristica Chiesa Rotonda risale a questo periodo. Uno dei primi centri di istruzione a Cambridge fu la Scuola di Pitagora, fondata nel 1200, l'edificio attualmente appartiene al St. John's College, nel 1209, l'Università di Cambridge fu fondata da studenti in fuga dai cittadini ostili a Oxford, il più antico collegio esistente, Peterhouse, fu fondato nel 1284. 

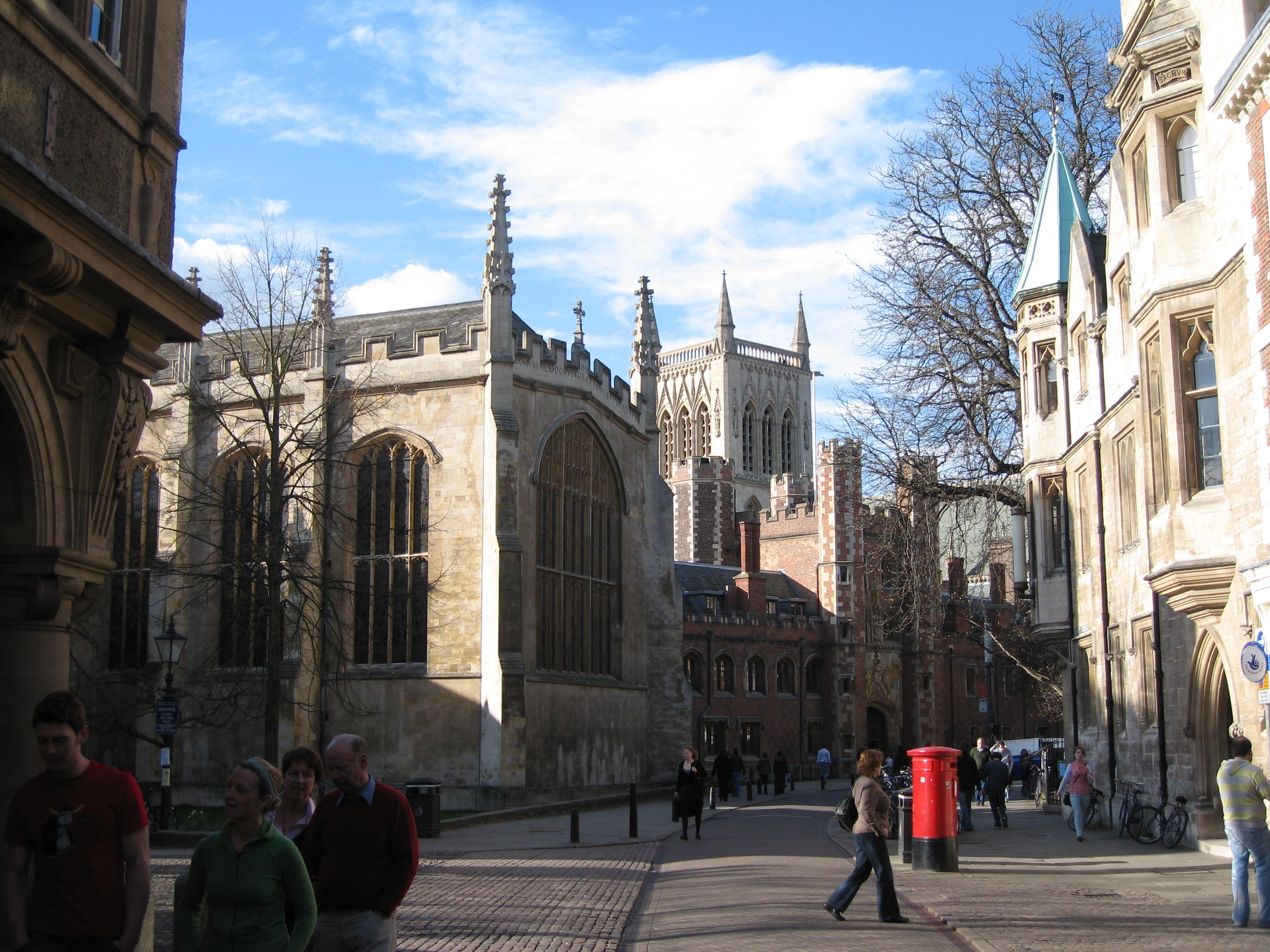
Trinity Street, nel 2008, il Trinity College sulla sinistra, con il St John's College sullo sfondo.

Nel 1349 Cambridge fu colpita dalla Peste Nera, pochi documenti sopravvivono ma è certo che sedici su quaranta studiosi della King's Hall sono morti, la città a nord del fiume fu gravemente colpita e fu quasi spazzata via. A seguito di un ulteriore spopolamento dopo una seconda epidemia nazionale nel 1361, una lettera del Vescovo di Ely suggeriva che due parrocchie a Cambridge sarebbero state unite poiché non c'erano abbastanza persone per riempire nemmeno una chiesa. Con oltre un terzo del clero inglese che moriva a causa della Morte Nera, negli anni seguenti furono istituiti quattro nuovi college all'università per formare nuovi sacerdoti, vale a dire Gonville Hall, Trinity Hall, Corpus Christi e Clare. 
Nel 1382 una seconda carta cittadina produce una "diminuzione delle libertà di cui la comunità aveva goduto", a causa della partecipazione di Cambridge alla Rivolta dei contadini; La carta trasferisce la supervisione della produzione della birra, dei pesi e delle misure, e la prevenzione e la regressione, dalla città all'università. La Cappella del King's College, fu iniziata nel 1446 dal re Enrico VI, la cappella fu costruita in fasi successive dai re d'Inghilterra dal 1446 al 1515, la sua storia si intrecciò con la Guerra delle due rose e fu completata durante il regno di Re Enrico VIII. L'edificio sarebbe diventato sinonimo di Cambridge e attualmente è utilizzato nel logo del Consiglio comunale.

### Età moderna

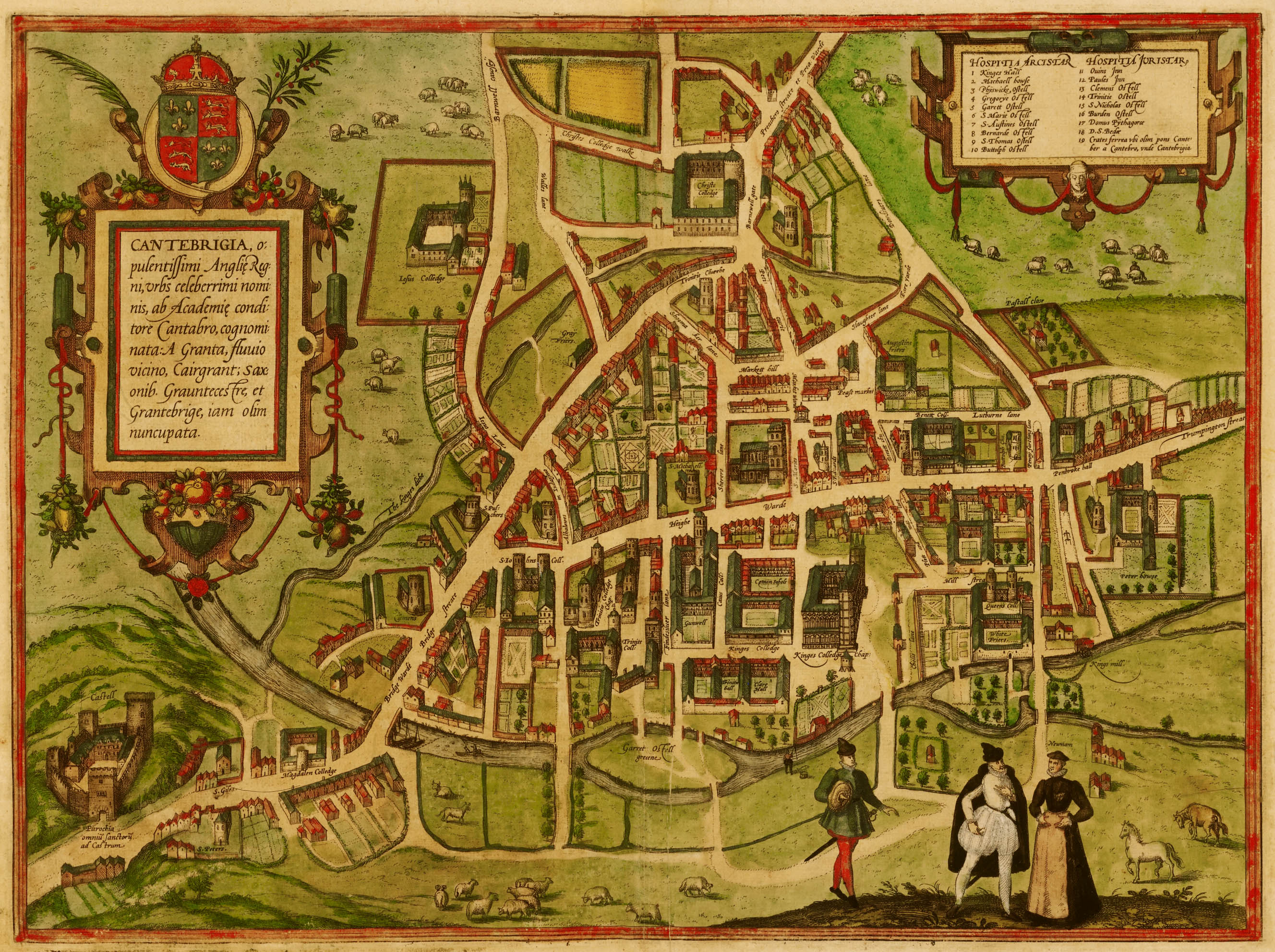
Cambridge nel 1575

Dopo ripetuti focolai di pestilenze nel corso del XVI secolo, i servizi igienico-sanitari e l'acqua dolce furono portati a Cambridge dalla costruzione del condotto di Hobson nei primi anni del XVII secolo, l'acqua fu portata da Nine Wells, ai piedi delle Gog Magog Hills, al centro della città. 
Cambridge ebbe un ruolo significativo nella prima parte della Guerra civile inglese poiché era il quartier generale dell'Associazione Eastern Counties, un'organizzazione che amministrava l'esercito regionale dell'Anglia orientale, che divenne il pilastro dello sforzo militare parlamentare prima della formazione del New Model Army. Nel 1643 il controllo della città fu dato dal Parlamento a Oliver Cromwell, che era stato educato al Sidney Sussex College. Il castello della città fu fortificato e presidiato e alcuni ponti furono distrutti per aiutare la sua difesa. Sebbene le forze realiste arrivarono entro 3 miglia dalla città nel 1644, le difese non furono mai utilizzate e la guarnigione fu l'anno successivo.
Nel XIX secolo, in comune con molte altre città inglesi, Cambridge si espanse rapidamente, grazie alla maggiore aspettativa di vita e al miglioramento della produzione agricola che portò a un aumento degli scambi nei mercati delle città. Gli Enclosure Acts del 1801 e del 1807 permisero alla città di espandersi sui terreni circostanti e nel 1912 e ancora nel 1935 i suoi confini furono estesi per includere Chesterton, Cherry Hinton e Trumpington. 
La ferrovia arrivò a Cambridge nel 1845, dopo la resistenza iniziale, con l'apertura della linea Great Eastern Railway da Londra a Norwich. La stazione era fuori dal centro città a seguito delle pressioni dell'università per limitare i viaggi degli studenti universitari. Con l'arrivo della ferrovia, iniziò lo sviluppo di aree intorno alla stazione, come Romsey Town. Il collegamento ferroviario con Londra ha stimolato le industrie più pesanti, come la produzione di mattoni, cemento e malta.

### Età contemporanea
Dagli anni '30 agli anni '80, la dimensione della città fu aumentata da diverse grandi tenute comunali. L'impatto maggiore è stato nell'area a nord del fiume, che ora è la tenuta di East Chesterton, King's Hedges e Arbury, dove l'arcivescovo Rowan Williams ha vissuto e lavorato come assistente sacerdote nei primi anni '80. 
Durante la Seconda guerra mondiale, Cambridge fu un importante centro di difesa della costa orientale. La città divenne un centro militare, con un centro di addestramento della RAF e la sede regionale per Norfolk, Suffolk, Essex, Cambridgeshire, Huntingdonshire, Hertfordshire e Bedfordshire. La città stessa sfuggì relativamente ai bombardamenti tedeschi, che colpirono principalmente la ferrovia, 29 persone furono uccise ma nessun edificio storico venne danneggiato. Nel 1944, una riunione segreta di leader militari tenuta nel Trinity College gettò le basi per l'invasione alleata dell'Europa. Durante la guerra, Cambridge servì come centro di evacuazione per oltre 7 000 persone da Londra, nonché per parti dell'Università di Londra. 
Cambridge ottenne la sua carta cittadina nel 1951 in riconoscimento della sua storia, importanza amministrativa e successo economico. Cambridge non ha una cattedrale, tradizionalmente un prerequisito per lo status di città nel Regno Unito, invece rientra nella diocesi della Chiesa d'Inghilterra di Ely. Nel 1962 il primo centro commerciale di Cambridge, Bradwell's Court, fu aperto su Drummer Street, ma è stato demolito nel 2006. Seguirono altri centri commerciali a Lion Yard, che ospita la biblioteca centrale, e il Grafton Center che sostituì il parco vittoriano che era caduto in rovina. 
La città ottenne la sua seconda università nel 1992, quando il Politecnico Anglia divenne la Anglia Polytechnic University, rinominata Anglia Ruskin University nel 2005, l'istituzione ha le sue origini nella Cambridge School of Art aperta nel 1858 da John Ruskin.

## L'università

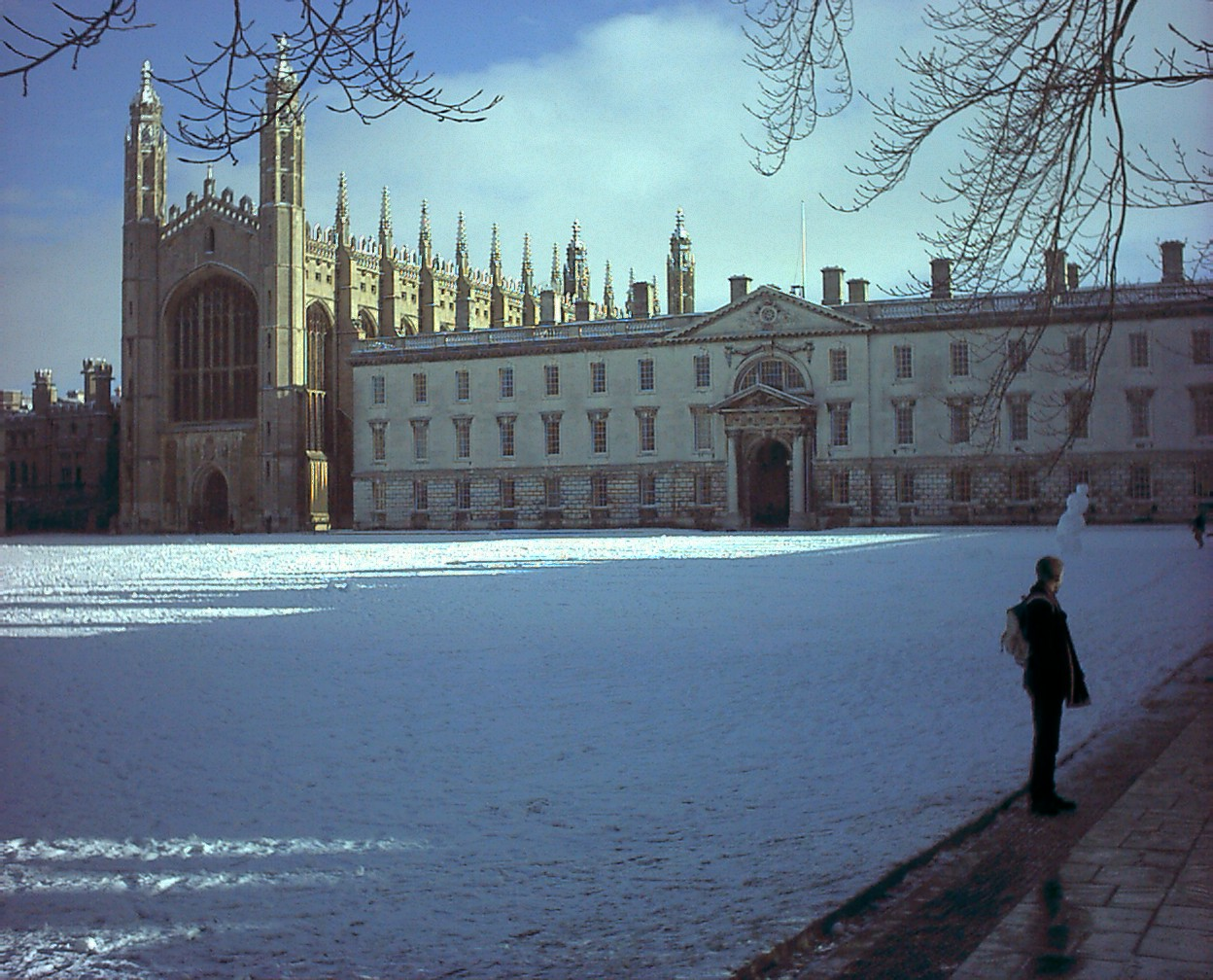
Il King's College sotto la neve nel 2005.

Nel 1209 alcuni studenti in fuga dalle violenze di Oxford si rifugiarono a Cambridge e vi fondarono un'università. Il primo college, il Peterhouse, fu fondato nel 1284. Uno degli edifici più importanti di Cambridge, la cappella del King's College, fu iniziata nel 1446 dal re Enrico VI. La costruzione fu ultimata durante il regno di Enrico VIII nel 1515.
La casa editrice Cambridge University Press nacque con una licenza di stampa concessa nel 1534. La Condotta di Hobson, prima opera a portare acqua potabile nel centro della città, fu costruita nel 1610. Alcune parti sopravvivono a tutt'oggi. L'ospedale Addenbrooke's fu fondato nel 1719. La ferrovia e la stazione furono costruite nel 1845. La leggenda narra che la loro posizione fu decisa dall'università: lontane dal centro cittadino, per evitare che gli studenti potessero essere distratti dal loro lavoro da un facile accesso a Londra.
Nonostante la presenza dell'università, Cambridge ottenne lo status di città solo nel 1951. Cambridge non ha una cattedrale, tradizionalmente considerata un prerequisito per essere considerata una città.

### Cambridge oggi
Grazie allo stretto legame con l'università, la zona di Cambridge è oggi nota come Silicon Fen per la nascita di imprese ad alta tecnologia tutto intorno alla città. Oltre all'università di Cambridge, nella città hanno sede gran parte dell'Anglia Ruskin University e la Open University dell'East Anglia.

## Amministrazione

### Gemellaggi
- Cambridge;
- Salamanca
- Heidelberg, dal 1957;
- Seghedino, dal 1987.

## Sport

### Calcio
- Cambridge United FC, militante nella Football League One, nella stagione 2021/2022.